# Bollnäs GoIF
Bollnäs GoIF (enligt klubbvapnet Bollnäs GIF; fullständigt namn Bollnäs GoIF/BF och i vardagligt tal Bollnäs Bandy) är en bandyklubb i Bollnäs, Sverige. Klubben bildades 1895 och har spelat ett stort antal säsonger i Sveriges högsta division i bandy för herrar. Totalt har man två SM-guld. Klubben vann även World Cup 2005. och 2019.
Bollnäs är det äldsta laget i Elitserien.

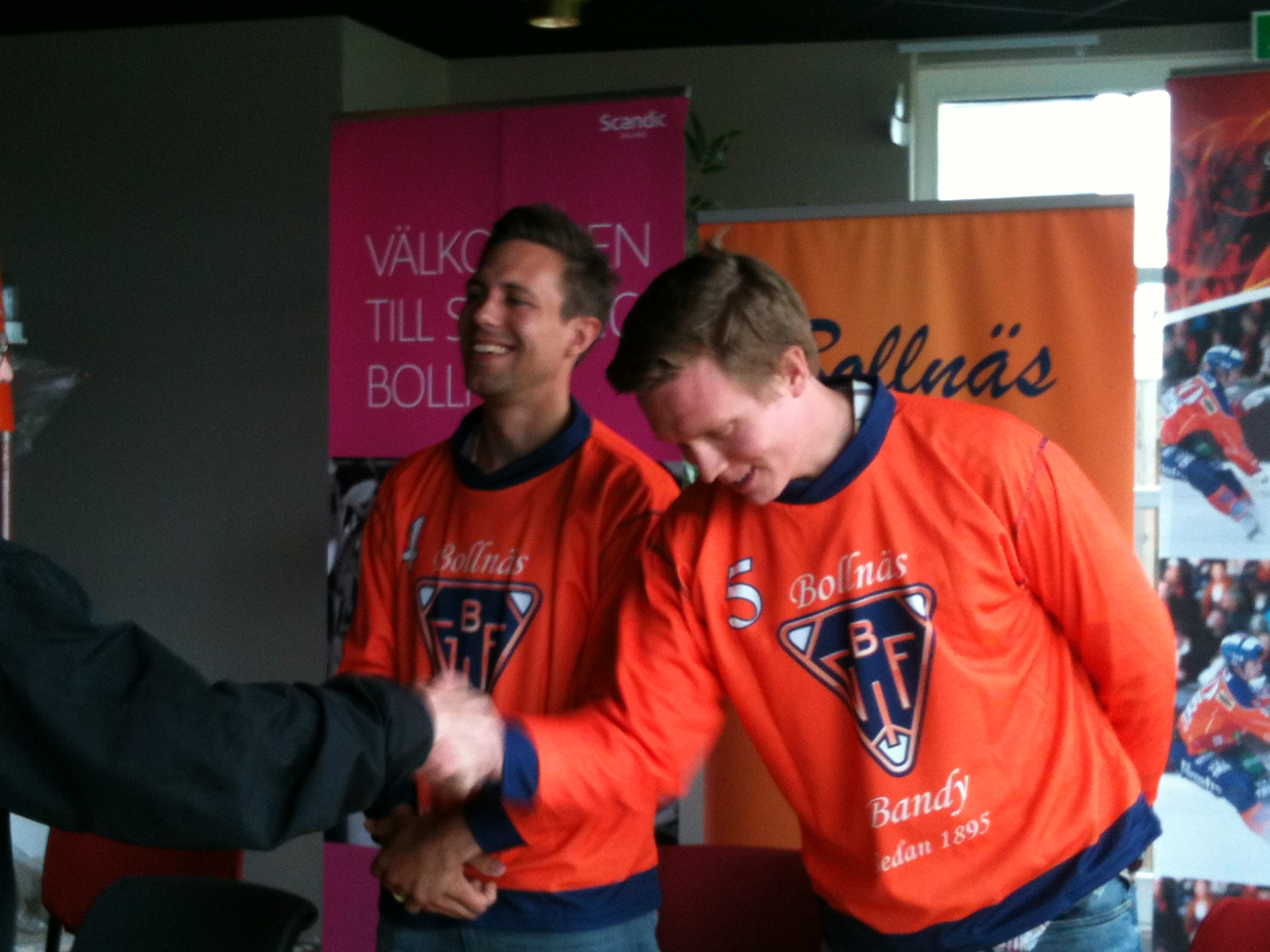
Per Hellmyrs och Daniel Berlin på presskonferens 30 maj 2014

Tidigare fanns även en fotbollssektion i föreningen, men den är numera en självständig förening, Bollnäs GIF Fotbollsförening.

## Historik

### Tidiga år
Klubben spelade sin första bandymatch 1906 men från de första åren finns inte många resultat bevarade. Först en bit in på 1920-talet syns ett mer regelbundet utbyte ha kommit till stånd. År 1922 vann Bollnäs sin första distriktsmästerskap, genom att besegra Strands IF med 3–2, varefter "Giffarna" tog tio distriktsmästerskapstecken i följd.
Den 1 mars 1931 vann man med 2–0 mot Kronobergs IK i en kvalmatch till Division I 1932.

### Framgångsrika år
Lagets framgångar under 1950-talet sammanföll med Gösta "Snoddas" Nordgren sångarframgång med låten "Flottarkärlek" 1952. Andra framgångsrika spelare i klubben har varit snabbe Hans Åström, Magnus Granberg och 1970-talsikonen Lage Nordén. Under 2000-talet har Andreas Westh och Per Hellmyrs varit stabila byggstenar i laget.
Publikrekordet på hemmaplan är från annandagsderbyt mot Edsbyns IF år 2000 då hela 8 151 åskådare såg Bollnäs slå Edsbyn på Sävstaås IP. Det tidigare rekordet på 6 845 åskådare var från annandagen år 1998. Innan dess var publikrekordet 45 år gammalt från en match på den gamla spelplatsen Långnäs IP.

### 2010-talet
Bollnäs GIF står också för den största SM-finalpubliken utomhus sedan 1959, då 27 420 åskådare såg SM-finalen på Stockholms Stadion. Den siffran slogs när Bollnäs spelade SM-final år 2010 mot Hammarby IF på Studenternas.  Den nu klassiska snömatchen bevittnade av inte mindre än 25 560 åskådare – då den högsta publiksiffran på 51 år i svensk bandy.
Bollnäs tog sig alltså till final 2010 men föll med 1–3 mot Hammarby IF. Laget spelade återigen final 2010/2011, men föll med 5–6 i sudden death mot Sandvikens AIK.
Den 30 maj 2014 gjorde klubben klart med nytt treårskontrakt för Per Hellmyrs och Daniel Berlin. 
Den 21 april 2016 gjorde klubben klart med Patrik Nilsson som kom från Sandvikens AIK där han på två säsonger hade gjort 101 mål.
2017 spelade man återigen SM-final, men förlorade med 1–3 mot Edsbyns IF.

### 2020-talet
Den 18 oktober 2022 invigdes bandyhallen SBB Arena, som därmed ersatte Sävstaås IP som lagets hemmaplan.

## Spelartrupp 2019/2020
| Nummer      | Land      | Spelare                | Födelsedatum      | Moderklubb          | Matcher   | Mål       | Assist    | Poäng     |
| Målvakter   | Målvakter | Målvakter              | Målvakter         | Målvakter           | Målvakter | Målvakter | Målvakter | Målvakter |
| ----------- | --------- | ---------------------- | ----------------- | ------------------- | --------- | --------- | --------- | --------- |
| 72          | Finland   | Pertti Virtanen        | 17 juli 1986      | OPS Uleåborg        |           |           |           |           |
| 1           | Sverige   | Patrik Aihonen         | 22 april 1994     | Bollnäs GIF         |           |           |           |           |
| ?           | Sverige   | Niklas Prytz           | 22 december 1991  | Bollnäs GIF         |           |           |           |           |
| Försvarare  |           |                        |                   |                     |           |           |           |           |
| 2           | Sverige   | Jens Wiik              | 8 april 1992      | Bollnäs GIF         |           |           |           |           |
| 5           | Sverige   | Andreas Westh          | 22 maj 1977       | Bollnäs GIF         |           |           |           |           |
| 29          | Sverige   | Jesper Larsson         | 28 januari 1997   | Bollnäs GIF         |           |           |           |           |
| Halvor      |           |                        |                   |                     |           |           |           |           |
| 4           | Sverige   | Per Hellmyrs           | 18 mars 1983      | Edsbyns IF          |           |           |           |           |
| 6           | Sverige   | Markus Ståhl           | 7 maj 1985        | Bollnäs GIF         |           |           |           |           |
| 8           | Sverige   | Anton Dahlberg         | 6 december 1996   | Edsbyns IF          |           |           |           |           |
| 14          | Finland   | Samuli Helavuori       | 3 april 1991      | Narukerä            |           |           |           |           |
| Mittfältare |           |                        |                   |                     |           |           |           |           |
| 16          | Sverige   | Joel Wigren            | 25 december 1990  | Hamrångefjärdens IK |           |           |           |           |
| 55          | Sverige   | Oskar West             | 6 februari 2000   | Bollnäs GIF         |           |           |           |           |
| 71          | Sverige   | Kasper Milerud         | 9 september 1995  | Spånga/Bromsten BK  |           |           |           |           |
| Anfallare   |           |                        |                   |                     |           |           |           |           |
| 17          | Sverige   | Daniel Mossberg        | 19 april 1981     | Sandvikens AIK      |           |           |           |           |
| 20          | Sverige   | Christian Mickelsson   | 13 juni 1984      | Edsbyns IF          |           |           |           |           |
| 22          | Finland   | Ville Aaltonen         | 17 maj 1979       | Narukerä            |           |           |           |           |
| 33          | Sverige   | Philip Flodstam        | 24 april 2000     | Bollnäs GIF         |           |           |           |           |
| 45          | Sverige   | Christoffer Fagerström | 29 september 1992 | Vargöns BK          |           |           |           |           |